# Метод гиперболы Дирихле
Метод гиперболы Дирихле — используемая в теории чисел техника вычисления суммы вида
{\displaystyle F(x)=\sum _{n\leqslant x}f(n)},
где {\displaystyle f} — мультипликативная функция, представимая в виде свёртки Дирихле, {\displaystyle f=g*h}.
В таком случае, используя комбинаторный принцип включений-исключений, сумму можно переписать в следующем виде:
{\displaystyle F(x)=\sum _{n\leqslant x}f(n)=\sum _{n\leqslant x}\sum _{ab=n}g(a)h(b)=\sum _{a\leqslant {\sqrt {x}}}\sum _{b\leqslant {\frac {x}{a}}}g(a)h(b)+\sum _{b\leqslant {\sqrt {x}}}\sum _{a\leqslant {\frac {x}{b}}}g(a)h(b)-\sum _{a\leqslant {\sqrt {x}}}\sum _{b\leqslant {\sqrt {x}}}g(a)h(b)}.
Такая форма записи удобна как для теоретической оценки асимптотики суммирующей функции {\displaystyle F(x)}, так и для более быстрого точного её вычисления в случае, если возможно быстро вычислять {\displaystyle g,h} и их суммирующие функции.

## Пример
Рассмотрим суммирующую функцию делителей
{\displaystyle D(n)=\sum _{k=1}^{n}\tau (k),}
где {\displaystyle \tau (k)} — количество делителей {\displaystyle k}. Поскольку {\displaystyle \tau =1*1}, выбрав {\displaystyle a=b={\sqrt {n}}}, получаем
{\displaystyle D(n)=\sum _{x=1}^{\sqrt {n}}\sum _{y=1}^{n/x}1\cdot 1+\sum _{y=1}^{\sqrt {n}}\sum _{x=1}^{n/y}1\cdot 1-\sum _{x=1}^{\sqrt {n}}\sum _{y=1}^{\sqrt {n}}1\cdot 1=2\cdot \sum _{x=1}^{\sqrt {n}}\left\lfloor {\frac {n}{x}}\right\rfloor -\left\lfloor {\sqrt {n}}\right\rfloor ^{2},}
что позволяет найти {\displaystyle D(n)} за {\displaystyle O({\sqrt {n}})} операций, что значительно быстрее, чем использование, например, решета Эратосфена.
Кроме того, полученная формула помогает оценить асимптотику суммирующей функции:
{\displaystyle D(n)=n\log n+(2\gamma -1)n+O({\sqrt {n}}),}
где {\displaystyle \gamma } — постоянная Эйлера — Маскерони.